# Пышковцы
Пышковцы (укр. Пишківці) — село в Трибуховской сельской общине Чортковского района Тернопольской области Украины.
До 2020 года входило в Бучачский район.
Код КОАТУУ — 6121285701. Население по переписи 2023 года составляло 1227 человек.

## Географическое положение
Село Пышковцы находится на правом берегу реки Ольховец,
выше по течению примыкает село Медведевцы,
ниже по течению примыкает село Трибуховцы.
Через село проходят автомобильная дорога Т-2001 и
железная дорога, станция Пышковцы.

## История
- 1651 год — первое упоминание о селе.

## Объекты социальной сферы
- Школа I—II ст.
- Детский сад.
- Клуб.
- Фельдшерско-акушерский пункт.
- Отделение Бучачского аграрного колледжа.